# Choi Byung-chul
Pour les articles homonymes, voir Choi.
Choi Byung-chul (hangeul : 최병철, hanja : 崔秉哲), né le 24 octobre 1981 à Séoul, est un escrimeur sud-coréen, pratiquant le fleuret.
Pour sa première grande compétition internationale, il remporte la médaille d'or lors des Championnats du monde juniors en 2001. En 2007, il remporte la médaille de bronze dans le fleuret par équipes lors des Championnats du monde de 2007 à Saint-Pétersbourg. Il participe aux Jeux olympiques de 2008 en compétition individuelle et décroche la médaille de bronze à ceux de Londres en 2012, en battant Andrea Baldini.

## Palmarès
- Jeux olympiques d'été de 2012, individuel
- Championnats du monde 2007, par équipes.

## Liens
- Fiche de Choi Byung-chul sur nahouw.net